# Guest House Paradiso
Guest House Paradiso ist eine Slapstick-Komödie mit schwarzem Humor aus dem Vereinigten Königreich aus dem Jahr 1999. Gedreht wurde auf der Isle of Wight.

## Handlung
Richard Twat und Eddie Elizabeth Ndingobamba führen das billigste Hotel in Großbritannien, das auf einer Klippe direkt neben einem Kernkraftwerk liegt. Das Personal hat sie wegen ausstehender Lohnzahlungen verlassen, als letzter geht zu Beginn des Films der Koch. Wegen des mangelhaften Service haben auch die Gäste das Hotel verlassen, mit Ausnahme der alkoholkranken, leicht altersdementen Ms. Foxfur. Das finanzielle Aus des Hotels droht. Dann jedoch reist erst die vierköpfige Familie Nice an, die sich kein teureres Hotel leisten kann, und später die Schauspielerin Gina Carbonara, die sich auf der Flucht vor ihrem gewalttätigen Verlobten Gino Bolognese befindet. Dieser kann Gina aber im Hotel aufspüren. Derweil finden Richard und Eddie Fische, die ein vom Kraftwerk kommender Lastwagenkonvoi verloren hat, und servieren sie ihren Gästen, denen davon in der Nacht übel wird, da die Fische radioaktiv kontaminiert waren. Gino setzt an, Gina zu verprügeln, wird aber durch einen gewaltigen Schwall von den anderen Gästen simultan Erbrochenes durch ein Fenster aus dem Haus die Klippe hinunter ins Meer geschleudert. Richard, Eddie und Gina wollen gemeinsam fliehen und werden zu ihrer Überraschung noch an der Eingangstür des Hotels von Regierungsagenten, die einen Unfall im Kraftwerk vertuschen wollen, mit Geld, Pässen und Flugtickets in die Karibik ausgestattet.

## Trivia
Richards Nachname wird ihm selbst zufolge wie „Thwaite“ ausgesprochen. Als ein Running Gag sprechen es aber alle Gäste wie „Twat“ aus; „twat“ ist im Englischen ein vulgäres Wort für Vagina. Siehe auch: Sieben schmutzige Wörter.

## Kritiken
Für den britischen Guardian urteilte Rezensent Peter Bradshaw, Guest House Paradiso sei „horrend unlustig, ätzend, selbstgefällig, zynisch, hässlich (und) reizlos“ sowie noch vor der im gleichen Jahr veröffentlichten Sara-Sugarman-Komödie Mad Cows der „schlechteste Film des Jahrtausends“.

„Ebenso laute wie einfältige Komödie, die auf gewalttätige Gags und Fäkalhumor baut. Die Hauptfiguren bleiben in ihren Rollen als beschränkte Clowns stecken.“

„Diese überdrehte Komödie des britischen TV-Komiker-Duos Rik Mayall und Adrian Edmondson hat leider nichts von dem absurden Humor der Monty Pythons. Der Film bietet Gags unterhalb der Gürtellinie und albern-idiotischen Klamauk. Die Autoren hatten sich vorgenommen den schlechtesten Film der Welt zu drehen. Das ist ihnen ansatzweise sogar gelungen. Doch leider ist kein Trash-Produkt bei dem man sich schieflacht, sondern lediglich tierisch langweilt.“